# Antoni Satorras Vilanova
Antoni Satorras i Vilanova (Barcelona, ca. 1826 - Tarragona, 4 d'abril de 1899) fou un advocat i polític català, fill d'Antoni Satorras i Iglésias, comerciant de Calaf, i de Josepa Vilanova i Brenchat, de Falset; fou alcalde de Tarragona de gener de 1867 a octubre de 1868 i president de la Diputació de Tarragona en tres ocasions entre 1875 i 1888. Durant el seu mandat tingué lloc la revolució de setembre de 1868 que posà fi al regnat d'Isabel II.
Durant el seu mandat s'aprovà el plànol de l'eixample de la ciutat de Tarragona i l'arranjament del passeig de la plaça de la Font. D'altra banda, també s'acordà suprimir la banda de música municipal, recollir els instruments i vendre'ls; establí una cuina econòmica per a les classes necessitades i permetré la venda de peix a la Peixateria Nova, ubicada a l'edifici de la plaça de la Boqueria i del carrer Cos del Bou de la ciutat.
El 1859, a la capella de la Mare de Déu del Claustre de la Catedral de Tarragona, es casà amb Narcisa de Domènech i de Balle, de Sant Feliu de Guíxols. El 1867, a l'església de la Mare de Déu de Misericòrdia de Reus, es casà amb Dolors de Rubinat i de Baldrich, també vídua, del Pla de Santa Maria. El 1894, a l'església de Sant Joan Baptista de Tarragona, amb Maria Vilanova i Romeu, nascuda a Aguadilla (Puerto Rico).